# John M. Pattison

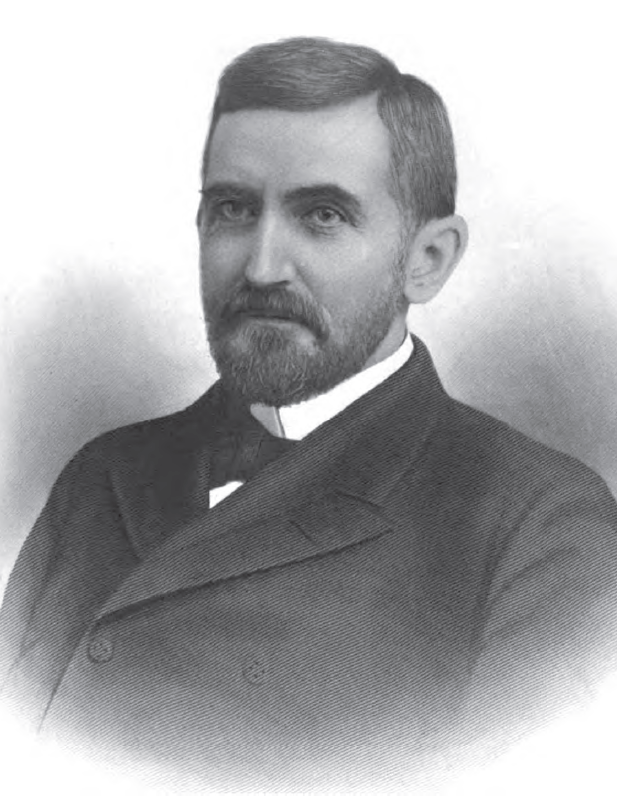
John M. Pattison

John M. Pattison, född 13 juni 1847 i Clermont County, Ohio, död 18 juni 1906 i Milford, Ohio, var en amerikansk demokratisk politiker. Han var ledamot av USA:s representanthus 1891-1893. Han var den 43:e guvernören i delstaten Ohio från 8 januari 1906 fram till sin död.
Pattison deltog i amerikanska inbördeskriget i nordstaternas armé. Han utexaminerades 1869 från Ohio Wesleyan University. Han studerade därefter juridik och inledde 1872 sin karriär som advokat i Cincinnati.
Pattison blev 1890 invald i representanthuset. Han kandiderade 1892 till omval men förlorade mot republikanen Charles H. Grosvenor. Pattison besegrade ämbetsinnehavaren Myron T. Herrick i guvernörsvalet i Ohio 1905. Han avled i ämbetet.
Pattisons grav finns på Greenlawn Cemetery i Milford, Ohio.